# Championnat de Ligue Professionelle 1 2017-2018

## Squadre partecipanti
| Squadra            | Città       | Stagione precedente                               |
| ------------------ | ----------- | ------------------------------------------------- |
| Ben Guerdane       | Ben Gardane | 6º posto                                          |
| Bizertin           | Biserta     | 9º posto                                          |
| Club Africain      | Tunisi      | 3º posto                                          |
| Espérance          | Tunisi      | 1º posto                                          |
| Espérance Zarzis   | Tunisi      | 11º posto                                         |
| Étoile du Sahel    | Susa        | 2º posto                                          |
| Gabès              | Gabès       | 8º posto                                          |
| Kairouan           | al-Qayrawan | 10º posto                                         |
| Médenine           | Médenine    | 3º posto in Championnat de Ligue Professionelle 2 |
| Étoile de Métlaoui | Métlaoui    | 5º posto                                          |
| Monastir           | Monastir    | 2º posto in Championnat de Ligue Professionelle 2 |
| Sfaxien            | Sfax        | 4º posto                                          |
| Stade Gabèsien     | Gabès       | 7º posto                                          |
| Stade Tunisien     | Bardo       | 1º posto in Championnat de Ligue Professionelle 2 |

## Classifica finale
|                    | Pos. | Squadra            | Pt | G  | V  | N  | P  | GF | GS | DR  |
| ------------------ | ---- | ------------------ | -- | -- | -- | -- | -- | -- | -- | --- |
| Tunisia (bandiera) | 1.   | Espérance          | 58 | 26 | 17 | 7  | 2  | 45 | 19 | +26 |
|                    | 2.   | Club Africain      | 47 | 26 | 14 | 5  | 7  | 36 | 21 | +15 |
|                    | 3.   | Étoile du Sahel    | 47 | 26 | 14 | 5  | 7  | 38 | 17 | +21 |
|                    | 4.   | Sfaxien            | 46 | 26 | 13 | 7  | 6  | 37 | 18 | +19 |
|                    | 5.   | Bizertin (-6)      | 37 | 26 | 14 | 1  | 11 | 40 | 32 | +8  |
|                    | 6.   | Monastir           | 36 | 26 | 9  | 9  | 8  | 25 | 21 | +4  |
|                    | 7.   | Étoile de Métlaoui | 34 | 26 | 9  | 7  | 10 | 30 | 35 | -5  |
|                    | 8.   | Kairouan           | 32 | 26 | 9  | 5  | 12 | 20 | 32 | -12 |
|                    | 9.   | Stade Tunisien     | 31 | 26 | 8  | 7  | 11 | 29 | 36 | -7  |
|                    | 10.  | Gabès              | 29 | 26 | 7  | 8  | 11 | 25 | 32 | -7  |
|                    | 11.  | Stade Gabèsien     | 28 | 26 | 6  | 10 | 10 | 15 | 21 | -6  |
|                    | 12.  | Ben Guerdane       | 26 | 26 | 7  | 5  | 14 | 22 | 34 | -12 |
|                    | 13.  | Espérance Zarzis   | 26 | 26 | 5  | 11 | 10 | 13 | 26 | -13 |
|                    | 14.  | Médenine           | 17 | 26 | 4  | 5  | 17 | 12 | 43 | -31 |

Legenda:
      Campione di Tunisia e ammessa alla CAF Champions League 2018-2019.
      Ammessa alla CAF Champions League 2018-2019.
      Ammessa alla Coppa della Confederazione CAF 2018-2019.
  Ammessa allo spareggio promozione/retrocessione.
      Retrocesse in Championnat de Ligue Professionelle 2 2018-2019.

### Spareggio Promozione/Retrocessione
| Squadra 1    | Risultato | Squadra 2 |
| ------------ | --------- | --------- |
| Ben Guerdane | 1 - 1     | Gafsa     |

La partita è stata interrotta al 62º minuto di gioco perché i giocatori del Gafsa hanno abbandonato il campo per protesta.